# Фарни, Милдред
Милдред Фарни (англ. Mildred Fahrni, 1900, Манитоба — 1992, Ванкувер, Британская Колумбия) — канадская пацифистка и социалистка, дружившая с Ганди и Мартином Лютером Кингом-младшим. Она была лидером Международной женской лиги за мир и свободу (WILPF) и Содружества примирения. Фарни активно выступала против Второй мировой войны и ксенофобии, которая привела к интернированию японцев в Канаде и интернированию детей духоборов. Она была ярой феминисткой и общественной активисткой.

## Биография
Милдред Остерхаут (англ. Osterhout) родилась в сельской местности Манитобы 2 января 1900 года в семье преподобного Абрама и Хэтти Остерхаут. Её семья переехала в Британскую Колумбию в 1914 году. С 1919 по 1923 год она училась в Университете Британской Колумбии (UBC), получив степень бакалавра гуманитарных наук по английскому языку и философии. В 1923 году она получила степень магистра философии, также в UBC. После учёбы Остерхаут начала работать секретарём в Ванкуверском отделении YMCA и Канадской мемориальной церкви (CMC), но, получив стипендию в колледже Брин-Мар, в 1930 году она вернулась к обучению. В Пенсильвании она познакомилась с Мюриэл Лестер, и её пригласили на шесть месяцев поработать в Кингсли-холл в Лондоне. По счастливой случайности приезд Остерхаут в Лондон совпал с конференциями «круглого стола» по вопросу независимости Индии. Махатма Ганди, присутствовавший на конференциях, также проживал в Кингсли-холле, и её встреча с ним изменила направление жизни Остерхаут.
Она вернулась в Канаду в 1933 году и начала работать социальным работником. В том же году она приняла участие в конференции Федерации кооперативного содружества (CCF) в Реджайне, которая официально основала партию и представила Манифест Реджайны. Она баллотировалась на федеральный пост на выборах 1933 и 1938 годов по списку CCF, проиграв оба раза, и решила после второго поражения посетить Ганди в Индии. После визита она вернулась в Канаду, заняла должность преподавателя в начальной школе Карлтона в 1939 году и ухаживала за своим больным отцом — он умер в 1940 году. В 1941 году Остерхаут вышла замуж за Уолтера Фарни и начала турне по Канаде, читая лекции о мире и противодействии участию Канады во Второй мировой войне. Не сумев отговорить от участия и выступив против ксенофобии правительства, Фарни вызвалась бесплатно преподавать в школе в Нью-Денвере интернированным японцам.
На протяжении 1940-х и 1950-х годов Милдред путешествовала по всему миру с пацифистскими целями. Она присутствовала на учредительной конференции Организации Объединённых Наций в 1945 году и посетила Первый межамериканский конгресс женщин 1947 года, проходивший в Гватемале, в качестве представителя Международной женской лиги за мир и свободу (WILPF). Ранее, в 1947 году, она была избрана президентом Ванкуверского отделения WILPF, но ушла в отставку в 1948 году, когда переехала в Торонто, чтобы занять должность национального секретаря Содружества примирения (FOR). Через пять лет она переехала в Ванкувер, исполняя обязанности западного секретаря FOR. В следующем, 1949 году Фарни отправилась в Индию, чтобы принять участие во Всемирной встрече пацифистов (англ. World Pacifist Meeting). Она была активным оратором, обсуждая темы ненасилия, бедности и социальных изменений, а также публиковала статьи на эти темы. В 1950-х годах она написала множество материалов для «Духоборского расследования» и сочувствовала их преследованиям. В 1953—1959 гг. канадское правительство интернировало детей духоборов в школы-интернаты в Нью-Денвере, и Фарни снова предложила преподавательские услуги для них.
В 1955 году Фарни в качестве представителя Содружества примирения отправилась в Монтгомери, штат Алабама, чтобы принять участие в бойкоте автобусных линий в Монтгомери. Она являлась поклонницей Мартина Лютера Кинга-младшего из-за его связи с Ганди; они стали друзьями и на протяжении многих лет вели переписку о социальных проблемах и пацифизме. Её муж умер в 1958 году, и Фарни сдавала комнаты студентам и другим жильцам, живя в условиях коммуны. С 1963 по 1979 год она зимовала в общественном центре квакеров Casa de los Amigos в Мехико, выполняя общественные работы. С 1970 года Фарни принимала у себя «Servas International», международную миротворческую организацию, которая использует поездки и пребывание в принимающих семьях для содействия миру. Она путешествовала с «Сервас» по Южной Америке. В 1991 году она была удостоена Ванкуверской премии мира.
Фарни умерла 13 апреля 1992 года в Ванкувере, Британская Колумбия, Канада.